# Тшаска (герб)
Тша́ска (пол. Trzaska, вар. Тржа́ска) — польский дворянский герб. Другие названия: Бя́ла (пол. Biała), Любе́ва (пол. Lubiewa).

## Описание герба
В поле лазоревом полумесяц золотой, рогами обращённый вверх, а под ним, равно как над ним, по мечу с рукояткою, имеющей вид креста. Та же эмблема в нашлемнике на павлиньем хвосте.
В записях 1572 и 1574 годов герб описывался как перевёрнутая подкова, под которой расположен крест.

## История
Это знамя было пожаловано Болеславом Храбрым воину по имени Тржаска. Гербы Блажеевских (VIII, 139); Глинок (V, 103). Небольшое видоизменение этого знамени в гербе Булгариных состоит в том, что концы мечей скрыты во встречающихся между собой (как в гербе Вукры) полумесяцах. Герб покрыт княжеской мантией.
Название Любева упоминается в судебных записях 1396 года.

## Герб используют
Балюкевичи (Balukiewicz), Бяла (Biala), Бялло (Biallo), Бялые (Biały), Бейковские (Biejkowski), Белинские (Bielinski), Бельские (Bielski), Блажеевские (Błażejewski, Błażejowski), Блажевичи (Blazewicz), Богуши (Bogusz), Бучкевичи (Buczkiewicz), Будкевичи (Budkiewicz), Буткевичи (Butkiewicz), Хойнацкие (Chojnacki), Хойницкие (Chojnicki), Хржчоновские (Chrczonowski, Chrszczonowski), Хржонщевские (Chrząszczewski, Chrzazczewski), Цишковские (Ciszkowski), Чарнолеские (Czarnoleski), Чусоловичи (Czusolowicz), Длусские (Dluski), Доманевские (Domaniewski), Дроженские (Drozenski), Дрожевские (Drozewski), Дурбские (Durbski), Дуткевичи (Dutkiewicz), Галинские (Galinski), Глинка (Glinka), Гняздовские (Gniazdowski), Голининские (Golininski), Голинские (Golinski), Голуховские (Gołuchowski), Голынские (Goliński), Готковские (Gotkowski), Гутовские (Gutowski), Янчевские (Janczewski, Janczewski Glinka), Яржина (Jarzyna), Яржинские (Jarzyński), Кавечинские (Kawieczynski), Клечковские (Kleczkowski), Конопацкие (Konopacki), Котовские (Kotowski), Котутевичи (Kotutewicz), Котвицкие (Kotwicki), Краевские (Krajewski), Курмановичи (Kurmanowicz), Курноховские (Kurnochoski, Kurnochowski), Лычковские (Łyczkowski), Любиевские (Lubiejewski, Lubiewski), Любева (Lubiewa), Любевские (Lubiewski), Любкевичи (Lubkiewicz), Лашевские (Laszewski), Лушковские (Luszkowski), Мейдалон (Meydalon, Moydylon), Михальские (Michalski), Михаловские (Michałowski), Мгоровские (Mgorowski), Мсциховские (Mścichowski), Нагурские (Nagórski), Нартовские (Nartowski), Настейские (Nasteyski), Немировские (Niemirowski), Ольшевские (Olszewski), Пальмовские (Palmowski), Панцержинские (Pancerzyński), Паплинские (Paplinski), Понтковские (Pątkowski), Пеляш (Pielasz), Подбельские (Podbielski), Подсендковские (Podsedkowski), Помаские (Pomaski), Поникевские (Ponikiewski), Поплавские (Poplawski), Поповские (Popowski), Поценковские(Potsenkovsky), Пржилуские (Przyluski), Роецкие (Roiecki, Rojecki), Ротовские (Rotowski), Рычицкие (Ryczycki), Секлюцкие (Sieklucki), Семирадские (Siemiradzki), Слупецкие (Słupecki), Смосарские (Smosarski), Соколовские (Sokoloski, Sokolowski), Щуцкие (Szczucki, Szucki), Швейковские (Szwejkowski), Шиговские (Szygoski, Szygowski, Szygowski na Szygach), Свециковские (Świecikowski), Свейковские (Świejkowski, Świeykowski), Тархоминские (Tarchomiński), Трусковские (Truskowski), Трушковские (Truszkowski), Тржаски (Trzaska, Trzasko), Тшасковские (Trzaskowski), Тржонковские (Trząkowski, Trzonkowski), Тыские (Tyski), Тышки (Tyszka, Tyszko), Вавржишевские (Wawrzyszewski), Вендроговские (Wendrogowski, Wędrogowski), Велюньские (Wieluński), Вилевские (Wilewski), Висьневские (Wiśniewski), Вишневские (Wiszniewski), Вольские (Wolski), Волкановские (Wołkanowski), Выбешинские (Wybieszyński), Вильчинские (Wylczyński), Вылежинские (Wyleżyński), графы и дворяне Забельские (Zabielski), Закржевские (Zakrzewski), Закржовские (Zakrzowski), Залеские (Zaleski), Заструские (Zastruski), Зимошарские (Zimoszarski), Зуравские (Zurawski), Журавские (Żórawski, Żurawski).